# Open Castilla y León 1994
L'Open Castilla y León 1994 è stato un torneo di tennis facente parte della categoria ATP Challenger Series nell'ambito dell'ATP Challenger Series 1994. Il torneo si è giocato a Segovia in Spagna dall'8 al 14 agosto 1994 su campi in cemento.

## Vincitori

### Singolare
Rodolphe Gilbert ha battuto in finale  Markus Zoecke con il punteggio di 6–2, 6–4

### Doppio
Rodolphe Gilbert /  Stéphane Simian hanno battuto in finale  Sergio Casal /  Emilio Sánchez con il punteggio di 6–4, 3–6, 7–6